# Aleksiej Kopiejkin
Aleksiej Aleksandrowicz Kopiejkin, ros. Алексей Александрович Копейкин (ur. 29 sierpnia 1983 w Angarsku) – rosyjski hokeista.

## Kariera
- Łokomotiw 2 Jarosław (1998-2001)
- Samorodok Chabarowsk (2000-2002)
- Amur 2 Chabarowsk (2002-2004)
- Amur Chabarowsk (2001, 2002, 2005)
- Spartak Moskwa (2005-2006)
- Sibir Nowosybirsk (2006-2008)
- Awangard Omsk (2008)
- Zauralje Kurgan (2008)
- Amur Chabarowsk (2008-2012)
- Sibir Nowosybirsk (2012-2016)
- Witiaź Podolsk (2016-2018)

Wychowanek Jermaka Angarsk. Od maja 2012 po raz drugi w karierze zawodnik Sibiru Nowosybirsk. Od września 2013 kapitan tej drużyny. Odszedł z klubu w czerwcu 2016. Od lipca 2016 zawodnik Witiazia Podolsk.

## Sukcesy
Klubowe
- Mistrzostwo Dywizji Czernyszowa w KHL: 2015 z Sibirem Nowosybirsk[7]